# Moldavsko na Letních olympijských hrách 2008
Moldavsko se účastnilo Letní olympiády 2008. Zastupovalo ho 29 sportovců (21 mužů a 8 žen) v 8 sportech.

## Medailisté
| Medaile | Jméno           | Sport | Soutěž                       |
| ------- | --------------- | ----- | ---------------------------- |
| Bronz   | Veaceslav Gojan | Box   | muži váha bantamová do 54 kg |